# Ente locale
Un ente locale è un ente pubblico di governo o amministrazione locale la cui competenza è limitata entro un determinato ambito territoriale (ad esempio una circoscrizione).

## Descrizione
Tali organi perseguono interessi pubblici propri di tale circoscrizione. Agli enti locali si contrappongono gli enti nazionali che hanno organi la cui competenza si estende su tutto il territorio statale o che, pur essendo destinati ad operare in un ambito territoriale limitato, perseguono nondimeno interessi pubblici di portata nazionale.
In quanto enti pubblici, gli enti locali possono essere dotati di potestà amministrative (autarchia) e normative (autonomia). L'attribuzione di funzioni agli enti locali realizza il cosiddetto decentramento autarchico, che si contrappone al decentramento burocratico nel quale, invece, le funzioni sono attribuite ad organi periferici di dicasteri statali (o di un ente locale più ampio).

## Nel mondo
In Nigeria ed in Papua Nuova Guinea i termini sono: Local government area e Local level government area, la sigla abbreviata è LGA.

### Italia
Nell'ordinamento italiano il termine ente locale è usato, oltre che con il significato più generale di cui si è detto, con un significato più specifico, derivato dall'uso che ne fa il legislatore, per riferirsi alle autonomie territoriali diverse dalla regione: comuni, province e città metropolitane, previsti dall'art. 114 della Costituzione, nonché comunità montane, comunità isolane, unioni di comuni.